# Hoàng Vĩnh Lộc
Hoàng Vĩnh Lộc (* 24. Juni 1925 in Vientiane, Französisch-Indochina; † 1981 in Ho-Chi-Minh-Stadt, Vietnam) war ein südvietnamesischer Regisseur, Filmproduzent und Schauspieler.

## Leben
Hoàng Vĩnh Lộc wurde 1925 als Sohn vietnamesischer Eltern im laotischen Vientiane geboren. In den 1960er- und 1970er-Jahren wurde er in Südvietnam als Filmregisseur und Produzent (Lam Son Film Company) bekannt. Als seine wichtigsten Werke gelten Xin Nhận Nơi Này Làm Quê Hương (Here is Your Fatherland) von 1969/70 sowie der zwischen 1970 und 1972 entstandene Film Người tình không chân dung (Faceless Lover) mit der Schauspielerin Kiều Chinh, der eine Liebesgeschichte vor dem Hintergrund der südvietnamesischen Armee während des Vietnamkrieges thematisiert. Seine Filme gewannen 1965 eine Goldmedaille des Kyoto Asia Movie Festivals, 1969 den Presidential Arts and Letters Award und 1970 beim Taipei Asian Movie Festival.
Neben seiner Regietätigkeit war Hoàng Vĩnh Lộc 1964 als Schauspieler an dem frühen amerikanischen Vietnamkriegsfilm A Yank in Viet-Nam (Year of the Tiger) von Marshall Thompson beteiligt, wo er die Rolle des Chau spielte. 
Nach dem Fall Saigons wurde er im März 1976 von den kommunistischen Behörden verhaftet und zur „Umerziehung“ in ein Gefängnis gebracht. Er wurde schließlich entlassen, starb aber 1981 an den Folgen der erlittenen Strapazen.
Hoàng war Mitglied der katholischen Kirche, verheiratet und Vater von sechs Kindern, die in die Vereinigten Staaten emigrierten. Seine Tochter Ngọc Hoàng ist dort als Musikerin tätig.

## Weblink
- Hoàng Vĩnh Lộc bei IMDb